# Natal

Vlajka Natalu

Kolonie Natal

Natal je historická provincie v dnešní Jihoafrické republice. Jednalo se o nejmenší ze čtyř tradičních provincií Jižní Afriky (Kapsko, Transvaal, Natal a Oranžský svobodný stát). Nyní je součástí provincie Kwazulu-Natal.

## První osídlení Evropany a království Zulu
O Vánocích roku 1497 obeplul Portugalec Vasco da Gama území dnešního Durbanu a pojmenoval jej jako Terra Natalis (z portugalského slova Natal – Vánoce). V roce 1540 založili Portugalci stálou osadu na sever od zálivu Delagoa. Vnitrozemí Natalu obýval domorodý kmen Zulu, jenž pod vedením Dingiswaye (1807–17) a Šaky (1817–28) vytvořil mocné království na sever od řeky Tugela. V roce 1824 se stává Port Natal zásluhou Britů obchodním střediskem oblasti a v témže roce jim na základě smlouvy Šaka přenechává pobřežní pás o délce 80 kilometrů.
O pět let později byl Šaka zavražděn a vlády se ujímá jeho bratr Dingane. Toho však část příslušníků odmítá uznat za nového vládce a odcházejí na území ovládané Brity. Tato situace vede ke sporu mezi Dinganem a Brity, který je zažehnán až v roce 1835, kdy se Britové zavázali vydat všechny uprchlíky výměnou za jejich omilostnění. Zároveň získávají polovinu území Natalu. Z přístavu Port Natal se stává Durban.

## Búrsko-zulské války
V říjnu roku 1837 přišla do Natalu první skupina Búrů vedená Pieterem Retiefem, hugenotem žijícím ve východní části Kapska. Během této cesty vybral Retief polohu hlavního města nového státu. Následně šel k Dinganemu s žádostí o postoupení území sedlákům nizozemského původu. Ten na podmínky Búrů přistoupil výměnou za určité krádeže dobytka. Dne 4. února 1838 podepsali Retief s Dinganem dohodu o postoupení území.
O dva dny později byla na příkaz Dinganeho Retiefova skupina pobita. Zulský král poté rozkázal zabít všechny Búry, kteří vstoupí na území Natalu. Jednotky Zuluů ještě téhož dne překročily řeku Tugelu a většina postupujících búrských skupin byla povražděna. Zbylá část Búrů se narychlo opevnila a odrazila útoky Zuluů. Ti během jednoho týdne vyvraždili na 600 Búrů včetně žen a dětí.
Britští osadníci se doslechli o útoku Zuluů a rozhodli se spolu se spřátelenými Zului překročit Tugelu. V krvavé bitvě byli však jednoznačně poraženi a do Durbanu se vrátili pouze čtyři. Přeživší obyvatelé Durbanu hledali útočiště na lodích v přístavu. Poté, co se Zuluové stáhli, se část Angličanů vrátila do města, další však odpluli do Kapska.
Búrové posilnění o nově příchozí z Dračích hor se rozhodli pod vedením Hendrika Poetgiera a Pieta Uyse zaútočit na Dinganeho, avšak padli do léčky a část z nich zemřela včetně Poetgiera a jeho syna Dirka.

## Bitva u Krvavé řeky
Búrové byli v kritické situaci, avšak na konci roku získali posily a v prosinci vyrazilo 460 mužů vedených generálem Andriesem Pretoriem bojovat s Zuluy. Došlo k bitvě na březích řeky Buffalo, v níž byli Zuluové přes početní výhodu poraženi.
Po návratu na jih byl Pretorius překvapen, že vyčleněná skupina 72 mužů obsadila Port Natal. Se souhlasem zbylých Angličanů vyhlásili přístav za svou državu. Ihned poté guvernér Kapska George Napier vyzval uprchlíky k návratu do města a varoval Búry před vyhlášením nezávislé republiky, jež by ležela na pobřeží. Po roce se búrští bojovníci z města stáhli.

## Vyhlášení a pád Natalské republiky
Dingane byl nahrazen svým bratrem Mpandem, jenž se s Búry dohodnul na vytvoření vazalského státu Zulsko na sever od řeky Tugely. Samotní Búrové vyhlásili v roce 1839 nezávislou republiku s hlavním městem Pietermaritzburg a požadovali po Britech její uznání. Guvernér Kapska Napier byl zprvu plánům natalských sedláků nakloněn, avšak na příkaz královny a z obav před útoky Búrů pod vedením Pretoria se k uznání nezávislosti začal stavět odmítavě. Napier nabídl natalským sedlákům stejné postavení jako měli britští statkáři a taktéž vojenskou ochranu, avšak to bylo Búry zamítnuto.
V květnu 1842 zaútočili Britové pod vedením plukovníka Charltona Smithe na vesnici Kongela, avšak jejich útok byl odražen a museli se stáhnout do základního tábora, kde byli až do připlutí válečné lodě Southampton v obležení. V roce 1843 byl Natal dobyt a přes ozbrojený odpor části Búrů z Dračích hor se stal v květnu britskou kolonií. Na 500 rodin búrských sedláků prchlo do Transvaalu a Oranžského svobodného státu a byli nahrazeni převážně britskými zemědělci.

## Kolonie Natal
Do roku 1845 byl Natal spravován z Kapska prostřednictvím komisaře. Prvním guvernérem se stal Martin West. Objevily se první snahy vyhradit část území pro skupiny národů Bantu, jejichž počet jasně převyšoval bílé obyvatelstvo. V 60. letech 19. století také narůstal počet Indů, kteří zde jezdili jako sezónní dělníci pracovat na třtinové plantáže a do diamantových dolů. Vzrostla také nespokojenost domorodého obyvatelstva s britskou nadvládou, což vyústilo v ozbrojené střety. V roce 1866 Britové anektovali Kafrarii, jež byla připojena k Natalu. Během anglo-zulských válek sloužil Natal jako základna pro útoky Britů. V roce 1887 Britové dobyli Zulsko, které bylo o deset let později formálně připojeno k provincii Natal.
V 80. letech 19. století zapříčinil nález zlata v Transvaalu masivní rozvoj dopravní sítě. Byla vybudována poměrně hustá železniční síť a rozšiřil se přístav v Durbanu. V roce 1898 se Natal stal členem celní unie. Během Jihoafrické války (1899–1902) byl Natal napaden búrskými republikami. Po celou válku zůstal probritský kvůli britskému původu vládnoucí minority. Po ukončení války se uvažovalo o vytvoření unie Transvaalu a Natalu, k čemuž však nakonec nedošlo. V roce 1910 se stal součástí nově vzniklé Jihoafrické unie, která zanikla v roce 1961.